# Chiddingfold
Chiddingfold – wieś w Anglii, w hrabstwie Surrey, w dystrykcie Waverley. Leży 57 km na południowy zachód od centrum Londynu. W 2001 miejscowość liczyła 2128 mieszkańców.